# Stanisław Basiński
Stanisław Jan Basiński (ur. 29 kwietnia 1866 w Bieczu, zm. 5 października 1934 w Bydgoszczy) – polski nauczyciel.

## Życiorys
Stanisław Jan Basiński urodził się 29 kwietnia 1866 w Bieczu. Był synem Cezarego i Anny z domu Lemer. W 1884 zdał egzamin dojrzałości w C. K. Gimnazjum w Jaśle. W 1888 był stypendystą w Zakładzie Narodowym im. Ossolińskich.
Podjął pracę nauczyciela od 12 marca 1890, egzamin zawodowy złożył 18 czerwca 1893, a 1 września 1893 został mianowany nauczycielem rzeczywistym. Uczył języka polskiego. Jako kandydat stanu nauczycielskiego od 27 lutego 1890 pracował jako zastępca nauczyciela w C. K. IV Gimnazjum we Lwowie zamiast Edwarda Strutyńskiego. W roku szkolnym 1890/1891 w C. K. Wyższej Szkole Realnej we Lwowie pracował jako zastępca nauczyciela, nauczał języka polskiego. Reskryptem z 28 sierpnia 1893 został mianowany przez C. K. Ministra Wyznań i Oświecenia nauczycielem rzeczywistym i został przeniesiony ze stanowiska zastępcy nauczyciela C. K. Wyższej Szkoły Realnej we Lwowie, na stanowisko nauczyciela rzeczywistego w C. K. Gimnazjum Męskim w Sanoku. W szkole uczył języka polskiego, języka greckiego, języka łacińskiego, prowadził bibliotekę nauczycielską i czytelnię polską dla młodzieży. Reskryptem C. K. Rady Szkolnej Krajowej z 9 października 1896 został zatwierdzony na stałe w zawodzie nauczycielskim i otrzymał tytuł c. k. profesora. Uzyskał VIII rangę od 18 czerwca 1904, VII rangę od 30 grudnia 1913. Od 1 sierpnia 1909 do roku szkolnego 1913/1914, przebywając formalnie na urlopie jako profesor sanockiego gimnazjum, pełnił funkcję kierownika Prywatnego Gimnazjum im. Juliusza Słowackiego w Czortkowie.
Po wybuchu I wojny światowej w 1914 wyjechał do Wiednia, gdzie był kierownikiem prywatnych kursów gimnazjalnych dla polskich uchodźców, a później był referentem C. K. Rady Szkolnej Krajowej, urzędującej wówczas w Białej. 6 kwietnia 1917 został mianowany na stanowisko dyrektora sanockiego gimnazjum (po odzyskaniu przez Polskę niepodległości w okresie II Rzeczypospolitej od 1922 szkoła funkcjonowała jako Państwowe Gimnazjum Męskie im. Królowej Zofii w Sanoku). Pozostając nauczycielem i dyrektorem sanockiego gimnazjum, przebywał na urlopie dla poratowania zdrowia od 1 grudnia 1921 do 31 stycznia 1922. Ponownie był na urlopie w okresie od 1 grudnia 1924 do 1 maja 1925 (w tym czasie kierownikiem gimnazjum był Urban Przyprawa). W 1925 ustąpił ze stanowiska dyrektora sanockiego gimnazjum i został przeniesiony w stan spoczynku z dniem 3 sierpnia 1925. Publikował prace w sprawozdaniach sanockiego gimnazjum: publikacja pt. Roxolania Klonowicza, w stosunku do poezyi łacińskiej i greckiej (w dwóch częściach z 1895 i z 1896) oraz był autorem artykułu pt. Wykaz książek znajdujących się w bibliotece nauczycielskiej sanockiego gimnazjum z końcem roku szkolnego 1897 (w dwóch częściach z 1897 i z 1898). Wśród sanockich gimnazjalistów zyskał przydomek „Bas”.
Był członkiem zwyczajnym Macierzy Szkolnej dla Księstwa Cieszyńskiego, Towarzystwa Literackiego im. Adama Mickiewicza we Lwowie. 27 października 1905 został wybrany członkiem wydziału Towarzystwa Pomocy Naukowej w Sanoku, w którym jako delegat grona nauczycielskiego pełnił funkcję skarbnika. Był członkiem i działaczem Towarzystwa Nauczycieli Szkół Wyższych we Lwowie, 17 listopada 1894 został wybrany zastępcą członka wydziału oraz skarbnikiem w Sanoku na rok 1895 koła jasielsko-sanockiego TNSW z siedzibą w Sanoku, z zastępstwem w Sanoku. 29 marca 1909 został ponownie wybrany przewodniczącym wydziału sanockiego koła TNSW. W 1905, 1907 był wybierany członkiem wydziału „Towarzystwa Bursy”, sprawującego pieczę nad Bursą Jubileuszową im. Cesarza Franciszka Józefa w Sanoku, pełnił funkcję zastępcy przewodniczącego „Towarzystwa Bursy” oraz był członkiem Rady Szkolnej Okręgowej w Sanoku, w II Rzeczypospolitej członkiem Rady Szkolnej Powiatowej. W Sanoku był zastępcą przewodniczącej koła Towarzystwa Szkoły Ludowej. Z ramienia TSL zajmował się zakładaniem szkółek początkowych (wspólnie z inż. Stanisławem Baumanem). Pełnił funkcję sekretarza Towarzystwa Powszechnych Wykładów Uniwersyteckich w Sanoku. Na początku 1905 został wybrany członkiem sądu polubownego Towarzystwa Młodzieży Polskiej „Znicz”. Jako delegat gimnazjum został członkiem wydziału (zarządu) zawiązanego 22 maja 1919 Koła Przyjaciół Harcerstwa w Sanoku.
Pełnił funkcję zastępcy radnego rady miejskiej w Sanoku, Adama Pytla, od 1904/1905. W 1907 został wybrany radnym miasta Sanoka. Był członkiem sanockiego gniazda Polskiego Towarzystwa Gimnastycznego „Sokół” (1893, 1906, 1920, 1924), działał we władzach wydziału, pełniąc funkcje sekretarza, zastępcy członka i członka sądu honorowego. W listopadzie 1895 został wybrany zastępca członka wydziału Towarzystwa Kasyna w Sanoku. W latach 1904-1905 uczestniczył w pracach organizacyjnych Stronnictwa Demokratyczno-Narodowego. Działał w powiatowej organizacji SDN w Sanoku. Był prezesem rady nadzorczej założonego w 1906 Towarzystwa Kredytowego „Wzajemna Pomoc” Urzędników i Sług Cywilnych (Państwowych) w Sanoku.
12 września 1900 Stanisław Basiński poślubił w Sanoku wówczas niespełna 16-letnią Janinę Kalistę (później określaną jako Joanna, ur. 14 listopada 1884 w Białej), córkę pracującego w Sanoku inż. Władysława Adamczyka. Ich syn Adam Marian Kalikst Basiński zmarł 8 maja 1919 na gruźlicę w wieku 18 lat będąc uczniem VII klasy sanockiego gimnazjum oraz harcerzem. W tej szkole w latach 20. uczyły się także w charakterze prywatystek ich córki, Anna Stanisława (ur. 1907) oraz Maria Dobrochna (zm. 25 marca 1922 na gruźlicę w wieku 22 lat). Stanisław Basiński zmarł 5 października 1934 w Bydgoszczy po długiej chorobie. Pogrzeb odbył się tamże 7 października 1934. Do śmierci był żonaty i miał syna. Jego ostatni syn Witold Józef (ur. 24 kwietnia 1912 w Czortkowie) został podporucznikiem obserwatorem Wojska Polskiego, poniósł śmierć wskutek wypadku lotniczego pod Załachowem 30 października 1937. Wdowa po Stanisławie Basińskim, Janina, w 1940 w Warszawie poślubiła Władysława Studzińskiego, absolwenta sanockiego gimnazjum z 1897, potem urzędnika).

## Odznaczenia
austro-węgierskie
- Medal Jubileuszowy Pamiątkowy dla Cywilnych Funkcjonariuszów Państwowych (przed 1912)[55][56].
- Krzyż Jubileuszowy dla Cywilnych Funkcjonariuszów Państwowych (przed 1912)[55][56].